# Антоний Аргиров
Антоний Аргиров е български актьор.

## Биография
Завършва Технологично училище Електронни системи към ТУ – София, а след това и НАТФИЗ Кръстьо Сарафов със специалност актьорско майсторство за драматичен театър, също така и УНСС със специалност интелектуална собственост. Участва в различни постановки като „Женско царство“ и „Портретът на Дориан Грей“.

## Филмография
- Фамилията (2013) – Андрей Халачев – асистент на Борис
- Клиника на третия етаж (2010) – репортер (в серия: XXVII)
- Стъклен дом (2010) – бармана Коки
- Военен кореспондент (2008) – Климент
- Дзифт (2008) – Студент
- Моето мъничко нищо (2007)
- The Mechanik (2005) – Серие
- SharkMan (2005) (TV) (as Anton Argirov) – Хамърхед
- Mansquito (2005) - Млад престъпник
- In Hell (2003) – Момче на Шубка 2